# 米家务镇
米家务镇，是中华人民共和国河北省保定市雄县下辖的一个乡镇级行政单位。镇内米北庄镇自清朝末年兴起殡葬用品制作和批发产业，被称为“中国殡葬第一村”。

## 行政区划
米家务镇下辖以下地区：
米北庄村、米宁庄村、相庄村、杨庄村、米东大村村、米西大村、板东村、板西村、板北村、八东村、八西村、八南村、八北村、周庄村、仁义庄村、上岔河村、米黄庄村、米西庄村、米南庄村和蛮子营村。